# МД54-2
МД54-2 (М - Мотовоз, Д - Дизельний, 54 - к.с., 2 - кількість осей) ― Дизельний мотовоз, виговлявся з 1953 по 1962 роки, на Істьєнському машинобудівному заводі.

## Історія
Перший дослідний зразок мотовозу виготовили в 1952 році, другий в 1953 році. Різниця між першим та другим зразком, це змінена гальмівна система з чотирьох колодок. Розроблявся для міністерства будматеріалів.
Назва МД54-2, на офіційному рівні, надана мотовозу тільки в 1957 році.
Всього виготовлено 1817 одиниць.
Існувала модифікація L1, створена для Латвії..

## Опис
МД54-2 виготовлений на базі трактора ДТ-54, від нього взято кузов, дизельний двигун та коробку передач. Ланцюгова передача функціонувала за схемою від коробки передач, до заднього мосту з реверсом, проміжкового валу, і до тягової осі. Рама клепана, спирається на еліптичні ресори, на дві осі.
За кабіною розміщений ящик, поділений на дві частини. Перша частина 2/5, розміщена ближче до кабіни, призначена для піску, друга частина 3/5, для баласту.

## Технічні характеристики

### Загальні характеристики[2]
- Марка: МД54-2
- Передача: механічна
- Конструкційна швидкість: 35 км/год
- Колія: 750 мм
- Мін. радіус проходження кривих: 25 м

### Силова установка
- Силова установка: Д-54
- Потужність: 54 к.с.